# 梅祐軒勝信
梅祐軒 勝信（ばいゆうけん かつのぶ、生没年不詳）とは、江戸時代の浮世絵師。

## 来歴
師系・経歴不明。ただし画風や画号などから、梅翁軒永春や松野親信と同系の絵師と考えられ、永春の弟子だったのではないかともいわれる。作画期は宝永から享保にかけての頃で、懐月堂派風の肉筆画を10点ほど残しているが、ほとんどは遊女の姿絵であり、画題において永春のような幅広さはない。そのうち遊女が縁台に腰掛け髪を直す同じ構図の絵が3点知られており、勝信が得意とする図様だったと見られる。懐月堂派の末流とされ、人物は細面でなで肩、また懐月堂派独特の肥痩の激しいタッチは窺われず、全体に流麗な描線であると評されている。

## 作品
- 「立美人図」　紙本着色　東京国立博物館所蔵
- 「文持ち美人図」　紙本着色　東京国立博物館所蔵
- 「美人図」　紙本着色　東京国立博物館所蔵
- 「縁台美人図」　紙本着色　出光美術館所蔵
- 「若衆立姿図」　紙本着色　浮世絵太田記念美術館所蔵
- 「髪をなおす美人図」　紙本着色　浮世絵太田記念美術館所蔵
- 「美人図」　紙本着色　ニューオータニ美術館所蔵　※無款（伝梅祐軒勝信）
- 「煙管持つ蚊帳美人図」　絹本着色　城西大学水田美術館所蔵　※「日本畫梅祐軒勝信筆」の落款あり
- 「立姿美人図」　絹本着色　熊本県立美術館所蔵
- 「櫛を挿す美人図」　紙本着色　大英博物館所蔵　※「日本畫梅祐軒勝信毫」の落款あり
- 「立美人図」　紙本着色　サンフランシスコ・アジア美術館（ブランデージコレクション）